# کاروانسرای مولتانی

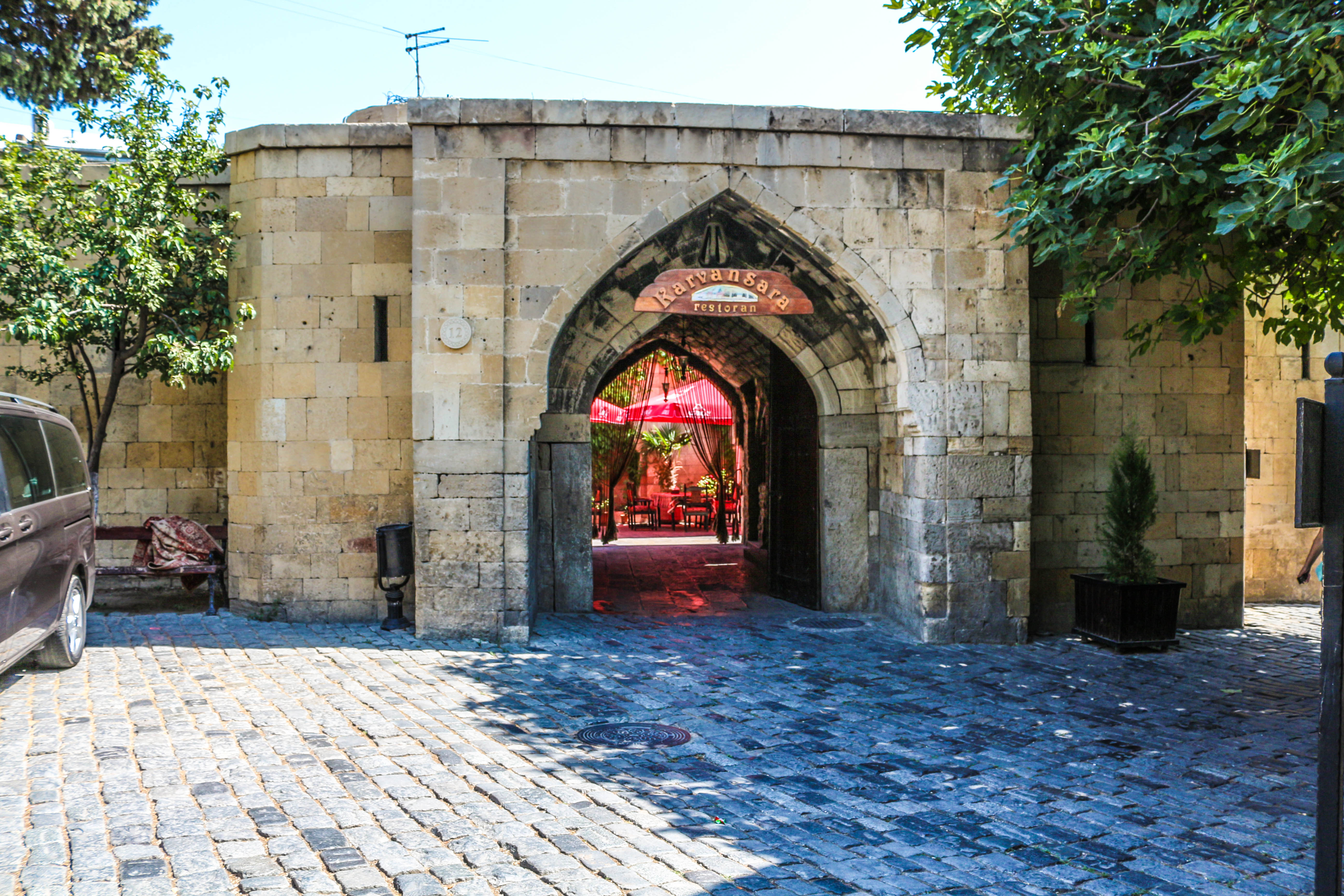
کاروانسرای مولتانی

کاروانسرای مولتانی (به ترکی آذربایجانی: Multanı karvansarayı) اثر معماری متعلق به قرن ۱۴ می‌باشد، که در شهر قدیمی باکو قرار دارد. نام کاروانسرا وامدار شهر مولتای پاکستان است. تحقیقات زیادی در کاروانسرا انجام و مساحتش سنجیده شده‌است. در سالهای ۱۹۷۳ الی ۱۹۷۴ تحت بازسازی واقع گردیده است. 

## تاریخچه
کاروانسرای مولتانی یکی از صدها کاروانسرای موجود در جمهوری آذربایجان می‌باشد. در طول تاریخ، کاروانسراها برای اقامت هزارها مسافر از کشورهای مختلف مورد استفاده قرار می گرفته‌است. به همین دلیل، میهمانانی که از یک منطقه به آذربایجان تشریف می‌آوردند، برای راحتی خیال از امنیت، تلاش داشتند در یک مکان اقامت کنند، گاهی نیز برخی از آن‌ها با تأمین هزینه، کاروانسراهای جدیدی می‌ساختند. کاروانسرای بخارا و «مولتانی» نیز به این طریق به وجود آمده‌اند. این گونه کاروانسراها به عنوان مرکز تجاری، سفارتخانه، نقطه تلاقی و نیز بورس سهام مناطق مختلفی فعالیت نموده‌اند.
علی رغم اینکه این کاروانسرا که محققان آن را مال قرن ۱۴ می‌دانند، به‌طور تخریب شده به قرن ۲۰ رسیده‌بود، فی‌مابین سالهای ۱۹۷۳ تا ۱۹۷۴ تحت بازسازی و مرمت همه‌جانبه قرار گرفت. فقط نمای اصلی غربی کاروانسرا که به سمت خیابان تجاری و کاروانسرای بخارا منتهی می‌شد، نیز اتاق‌های واقع در زاویه جنوب- غربی و راهرویش تخریب نشده‌بودند. بخش شرقی اثر برای بنای ساختمان مسکونی سه‌طبقه در اوایل قرن ۲۰ مورد تخریب واقع شده‌بود. کانتور کامل اثر در نقشه منسوب به قرون ۱۸-۱۹ شهر قدیمی مرئی می‌باشد. 

## مشخصات معماری
کاروانسرای مولتانی بر اساس طرح سنتی سازه احداث گردیده‌است. ساختمان کاروانسرا مربعی‌شکل می‌باشد. ایوان‌های زیادی در حیاط بنا وجود دارد که زیبایی و شیوایی به نمای کل آن به ارمغان می‌آورد. رستورانی در حیاط کاروانسرا هست، که غذاهای ملی آذربایجانی را عرضه می‌نماید.